# 사기꾼 (영화)
사기꾼(The Cheat)은 미국에서 제작된 세실 B. 데밀 감독의 1915년 드라마 영화이다. 파니 워드 등이 주연으로 출연하였고 제스 L. 라스키 등이 제작에 참여하였다.
1993년, 이 영화는 미국 국립영화등기부의 보존물로 선정되었다.

## 출연

### 주연
- 파니 워드
- 잭 딘
- 하야카와 세슈

### 조연
- 제임스 닐

## 제작진
- 미술: 윌프레드 벅클랜드